# Entoloma sinuatum
Entoloma sinuatum es un hongo basidiomiceto de la familia Entolomataceae, que se crece normalmente en suelos arcillosos y calizos, preferentemente en bosques de hayas, robles o mixtos, y alrededores. Es venenoso y se le conoce vulgarmente como seta engañosa o pérfido, pues es muy confundible con algunas otras especies de hongos comestibles. Su basónimo es Agaricus sinuatus Pers., 1801.

## Descripción
A simple vista, el cuerpo fructífero de este hongo tiene una forma clásica de un hongo de campo, y puede llegar a medir hasta 19 cm de alto. Se constituye por un tronco semigrueso que sostiene el sombrerillo cuya cutícula presenta un color gris claro cremoso, aunque puede presentar coloraciones que van desde el marfil hasta el ocre. Un poco menos legible se pueden apreciar pequeñas fibrillas radiales. En los hongos jóvenes la estructura del cuerpo es incurvada —con el borde plegado hacia adentro—, pero después será plana y ondulada. Las láminas son de color blanco con tonos amarillentos o salmón, escotadas, libres y tupidas. Su carne es consistente y de color blanquecino, con una textura fibrosa. Tiene un olor harinoso y agradable.

## Comestibilidad
Este hongo es tóxico, y es una de las setas con más registros de envenenamiento por su consumo. Es muy fácil de confundir con otro tipo de hongos comestibles pues es muy parecido a otros miembros de su familia.

## Intoxicación
En la mayoría de los casos se presenta un cuadro de vómitos y diarrea intensa, así como enrojecimientos en algunos lugares del cuerpo, incluyendo partes genitales y el rostro.